# Lindicken (Pillkallen)
Lindicken (Kreis Pillkallen) ist ein verlassener Ort im Rajon Krasnosnamensk der russischen Oblast Kaliningrad.
Die Ortsstelle befindet sich in einem heute weithin unbewohnten Gebiet inmitten eines Truppenübungsplatzes. Fünf Kilometer südwestlich befindet sich das unbewohnte Kutusowo, ehemals die Stadt Schirwindt. Jeweils etwa zehn Kilometer entfernt liegen im Nordwesten Pobedino (Schillehnen/Schillfelde), im Westsüdwesten die Neuansiedlung Mirny und im Südwesten der heutige Kasernenort Tretjakowo (Sodargen). Vor 1945 war Lindicken Haltepunkt am nach Schirwindt führenden Strang der Pillkaller Kleinbahn.

## Geschichte

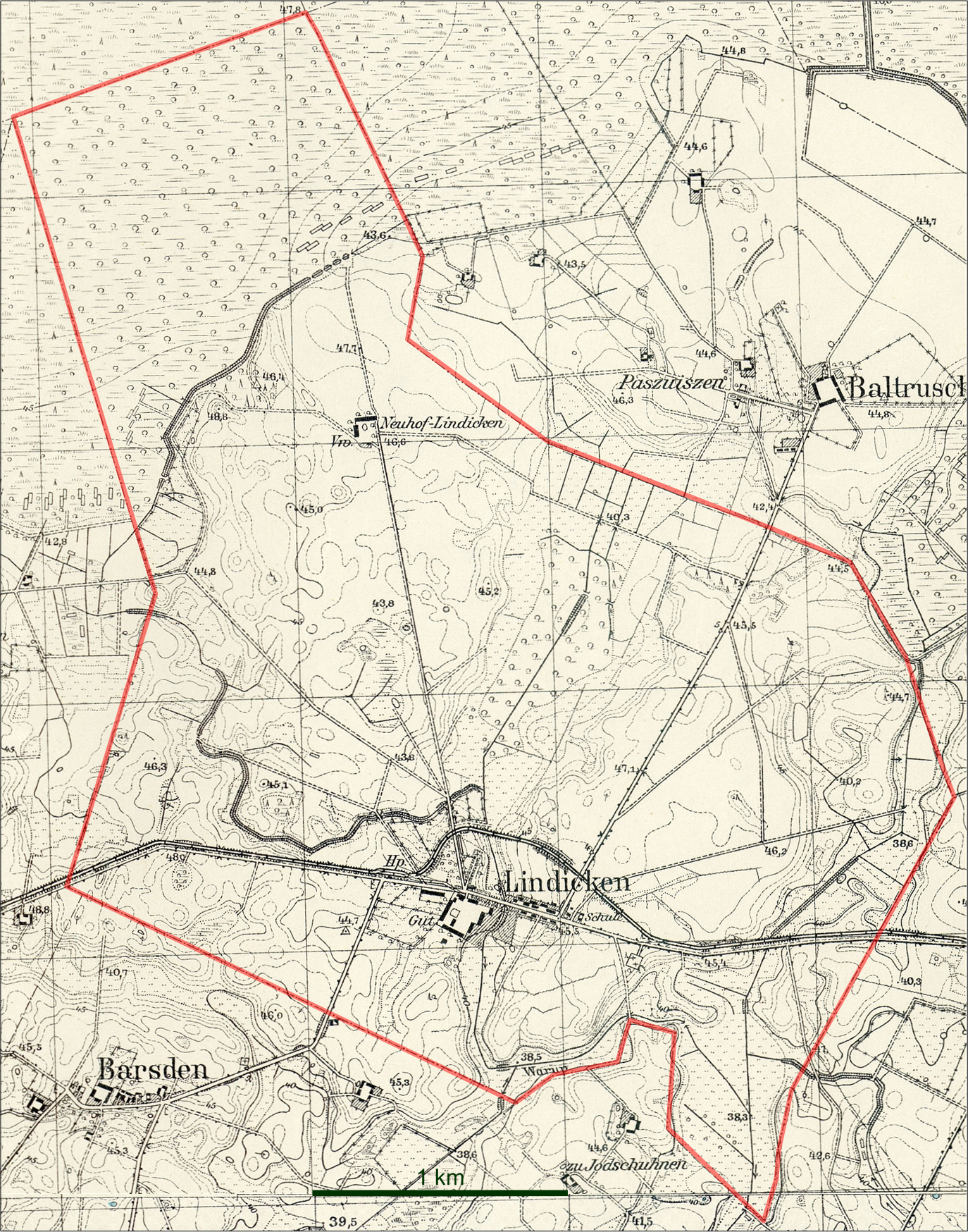
Die Gemeinde Lindicken auf einem Messtischblatt von 1936

Lindicken, zunächst auch Groß Paszuiszen genannt, war im 18. Jahrhundert ein Schatulldorf. Um 1820 war der Ort ein meliertes Dorf mit 181 Einwohnern. Später entstand aus dem Dorf ein Gut. 1874 wurde der Gutsbezirk Lindicken Namensträger eines neu gebildeten Amtsbezirks im Kreis Pillkallen. Um 1880 bekam das Gut ein Vorwerk, das mit Neuhof Lindicken bezeichnet wurde. 1928 wurde der Gutsbezirk in eine Landgemeinde umgewandelt.
1945 kam der Ort in Folge des Zweiten Weltkrieges mit dem nördlichen Ostpreußen zur Sowjetunion. Einen russischen Namen bekam er nicht mehr.

### Einwohnerentwicklung
| Jahr | Einwohner | Bemerkungen                       |
| ---- | --------- | --------------------------------- |
| 1867 | 206       |                                   |
| 1871 | 198       |                                   |
| 1885 | 218       | Davon im Vorwerk Lindicken 5      |
| 1905 | 231       | Davon auf dem Neuhof Lindicken 11 |
| 1910 | 206       |                                   |
| 1925 | 201       |                                   |
| 1933 | 213       |                                   |
| 1939 | 177       |                                   |

### Amtsbezirk Lindicken 1874–1945
Der Amtsbezirk Lindicken wurde 1874 im Kreis Pillkallen eingerichtet. Er bestand zunächst aus sechs Landgemeinden (LG) und dem Gutsbezirk (GB) Lindicken.
| Name               | Änderungsname von 1938 | Bemerkungen  |
| ------------------ | ---------------------- | ------------ |
| Endruhnen (LG)     | Bruchlage              |              |
| Jogschen (LG)      | Seehuben               |              |
| Kruschinehlen (LG) | Frankenreuth           |              |
| Lindicken (GB)     |                        | seit 1928 LG |
| Naujehnen (LG)     | Rotfelde (Ostpr.)      |              |
| Pötschlauken (LG)  | Peterort               |              |
| Stobern (LG)       |                        |              |

1935 wurden die Landgemeinden in Gemeinden umbenannt. Im Oktober 1944 umfasste der Amtsbezirk Lindicken die sieben Gemeinden Bruchlage, Frankenreuth, Lindicken, Peterort, Rotfelde (Ostpr.), Seehuben und Stobern. Die ehemaligen Gemeinden sind alle verlassen.

## Kirche
Lindicken gehörte zum evangelischen Kirchspiel Willuhnen.